# Mastrus ridibundus
Mastrus ridibundus är en stekelart som först beskrevs av Johann Ludwig Christian Gravenhorst 1829.  Mastrus ridibundus ingår i släktet Mastrus och familjen brokparasitsteklar. Inga underarter finns listade i Catalogue of Life.